# Under the same stars
"Under the Same Stars" -en español: "Bajo las mismas estrellas" es una canción de la compositora y productora Noelia  la cual es el primer y hasta ahora único sencillo publicado hasta la fecha como solista. El sencillo fue lanzado el 16 de agosto de 2019 siendo artista independiente sin discográfica.

## Antecedentes
La canción fue escrita, compuesta y producida por Noelia. El género principal es el pop con influencias progressive house y EDM además de un sonido ambiental.

## Composición
"Under the Same stars" es el primer sencillo en grabarse y su letra habla sobre el planeta, sobre que algo se está haciendo mal en contra de la contaminación y detener el calentamiento global,

You tried to survive,

It's not enough,

There's something you do wrong.

You know it's a race,

Against time, 

It's all fading out
Trataste de sobrevivir,

Pero no es suficiente,

Hay algo que estás haciendo mal.

Sabes que es una carrera a contra tiempo,

Todo se está desvaneciendo
Letra de "Under the Same Stars" escrita por Noelia y traducción literal  https://www.musixmatch.com/es/letras/Noelia-10/Under-the-Same-Stars

y las acciones del ser humano que una persona no puede controlar

You can't control,

What others do,

You know what's ok
No puedes controlar lo que los demás hagan,

Solo tú sabes lo que está bien
Letra de "Under the Same Stars" escrita por Noelia y traducción literal

El tema central del estribillo es la importancia de cuidar el planeta para poder seguir viendo las estrellas sin importar en que país está una persona. 

We can be ten miles apart,

but always seeing the same stars,

oh where do we are?

We've lost ourselves into the dark
Podemos estar a mil millas de distancia,

Pero siempre veremos las mismas estrellas

Oh, a dónde hemos llegado?

Nos hemos perdido en la oscuridad
Letra de "Under the Same Stars" escrita por Noelia y traducción literal